# DreadOut
DreadOut ist ein Survival-Horror-Computerspiel, das vom indonesischen Studio Digital Happiness für Windows, OS X und Linux entwickelt wurde. Es geht um fiktive Geister, von denen man mit der Kamera im Spiel Fotos machen muss.

## Spielprinzip
DreadOut ist ein Survival-Horror-Spiel aus Sicht der dritten Person. Die Spielerin Linda benutzt moderne Geräte wie etwa Smartphones und digitale Videokameras, um mit verschiedenen Geistern der indonesischen Folklore zu interagieren und Rätsel in einer menschenleeren Stadt zu lösen. Wenn Linda im Spiel stirbt, wacht sie in der Dunkelheit mit hellen Kerzen auf und muss aus einer Distanz, die sich mit jedem Tod verlängert, zurück ins Leben laufen.
Das Spiel beinhaltet sowohl die Sicht aus der ersten, als auch der dritten Person, wobei der Spieler in der Umgebung mit der „über die Schulter“-Perspektive navigiert. Wenn man sich dazu entschließt, die Digitalkamera zu benutzen, um etwas zu fotografieren, wechselt man in die Sicht aus der ersten Person, um Lindas Kamera zu sehen. Ein Aktuelles Preview-Video zeigt eine Tablet-Version des Spiels, bei der der Spieler Linda mit einem Touchscreen steuern kann.

## Handlung
Eine Gruppe von High-School-Studenten, die bei ihrem Urlaubstrip in Indonesien verloren geht, erkundet eine alte und menschenleere Stadt. Schnell wird den Studenten klar, dass etwas mit dem Ort nicht stimmt. Die Protagonistin Linda Meilinda bekommt eine spirituelle Kraft, die sie und ihre Freunde vor dem Übernatürlichen beschützen kann.

### Act I
Linda Meilinda, ihre Mitschülerinnen Ira, Shelly, Doni und Yayan sowie deren Lehrerin Ms. Siska machen eine Reise, wobei sie falsch abbiegen und auf eine zusammengebrochene Brücke stoßen. Sie setzen ihren Weg zu Fuß fort und landen in einer menschenleeren Stadt. Die Gruppe findet ein verlassenes Schulgebäude, welches jeder bis auf Linda und Ira erkunden will. Stunden später geht die Sonne unter und die Gruppe kehrt zum Auto zurück, wo sie feststellen, dass Yayan nicht von der Schule zurückkehrte. Alle beschließen, sie im Inneren des Gebäudes zu suchen. Ira scheint besessen geworden zu sein und die Gruppe ist im Gebäude gefangen, während Linda sich von den anderen trennt. Für den Rest des Spiels erkundet der Spieler die Gänge der Schule als Linda, die ihr Smartphone benutzt, um die Geister abzuwehren, indem sie Fotos von ihnen macht.
Linda trifft mehrere feindliche Geister, darunter eine große Wildschwein-ähnliche Kreatur und ein Schere-schwingendes Phantom. Sie bemerkt ein paar Schlüssel, die am Schweinenacken hängen, aber kann sie nicht nehmen. Im ersten Stock kommt sie in einen Raum, wo sie vom Scherenphantom angegriffen wird und als Belohnung die Schere bekommt. Diese benutzt sie, um die Schlüssel des schlafenden Schweins abzuschneiden. Mit den Schlüsseln versucht Linda, die Eingangstüren der Schule zu öffnen. Dabei taucht plötzlich ein mysteriöser Geist in einem roten Kleid auf, der sie unterbricht und durch die Hallen jagt. Als Linda es schafft, dem Geist zu entkommen, werden ihre Klassenkameradinnen immer noch vermisst.

### Act II
In Act II muss sich Linda mit Toyols auseinandersetzen, untoten Kindern aus der indonesischen Folklore. Außerdem entpuppt sich ihre Mitschülerin Doni als von Geistern besessen und versucht, Linda zu töten, was diese abwenden kann. In den Räumlichkeiten einer Pharmafirma trifft sie auf ihre Mitschülerin Shelly und die Lehrerin Ms. Siska. Schlussendlich muss sie sich einem Kampf mit dem Geist im roten Kleid stellen.

## Rezeption
DreadOut erhielt gemischte Kritiken. Der Durchschnittswert beträgt 51,50 % bei GameRankings und eine gewichtete Wertung von 56/100 bei Metacritic.

## Verfilmung und Nachfolger
Ende 2018 wurde eine Verfilmung des Spiels unter der Regie von Kimo Stamboel angekündigt. Der von Goodhouse.id produzierte Film erschien am 3. Januar 2019 in Indonesien. Der Film ist in Südostasien auf Netflix verfügbar.
Zudem wurde mit DreadOut 2 ein Nachfolger für das Spiel veröffentlicht.